# Ejido de Calabazas
Ejido de Calabazas är en ort i Mexiko.   Den ligger i kommunen Agua Blanca de Iturbide och delstaten Hidalgo, i den sydöstra delen av landet, 130 km nordost om huvudstaden Mexico City. Ejido de Calabazas ligger 2 198 meter över havet och antalet invånare är 387.
Terrängen runt Ejido de Calabazas är varierad. Runt Ejido de Calabazas är det ganska tätbefolkat, med 83 invånare per kvadratkilometer. Närmaste större samhälle är Estación de Apulco, 7,8 km sydost om Ejido de Calabazas. Omgivningarna runt Ejido de Calabazas är en mosaik av jordbruksmark och naturlig växtlighet.